# 독수독과이론
|                                                                  |
| 형사소송법                                                       |
| 이념과 구조                                                      |
| 무죄 추정의 원칙 · 자백배제법칙 · 전문법칙                       |
| 증거보전청구권 · 형사보상청구권 · 독수독과이론                   |
| 실체적 진실주의 · 적정절차 · 신속한 재판의 원칙                  |
| 진술거부권 · 접견교통권 · 증거개시제도                           |
| 열람등사권 · 위법수집증거배제법칙                                |
| 법원                                                             |
| 제척 · 기피 · 회피 관할 · 이송 · 법관                            |
| 피고인과 변호인                                                  |
| 피고인 ·변호인 · 성명모용자 · 공동피고인 국선변호인 · 법정대리인 |
| 검사                                                             |
| 기소독점주의 · 검사 동일체의 원칙                                |
| 수사                                                             |
| 함정수사 · 불심검문 · 임의동행 · 동행요구 · 사법경찰관           |
| 구속                                                             |
| 구속영장 · 체포영장                                              |
| 증거법                                                           |
| 정황증거 · 전문증거 · 진술조서 · 진술서 · 실황조사서 · 검증조서  |
| 진술 · 증인                                                      |
| 재판                                                             |
| 공소장 · 공소장일본주의                                          |
| 고소 · 고발 · 고소불가분의 원칙 · 자수                           |
| 상소                                                             |
| 항소, 상고 & 비상상고                                            |
| 다른 7법 영역                                                    |
| 헌법 · 민법 · 형법                                               |
| 민사소송법 · 형사소송법 · 행정법                                 |
| 포털: 법 · 법철학 · 형사정책                                     |
| v • d • e • h                                                    |

독수독과이론(毒樹毒果理論, Fruit of the poisonous tree, Früchte des vergifteten Baumes)은 위법하게 수집된 증거(독수)에 의하여 발견된 제2차 증거(독과)의 증거능력은 인정할 수 없다는 이론으로서, 미국의 연방대법원 판례에서 유래했다. 한국은 이를 계수(Reception)하여 형사소송법상의 증거법칙으로서, 독과수이론이라고도 한다.

## 역사

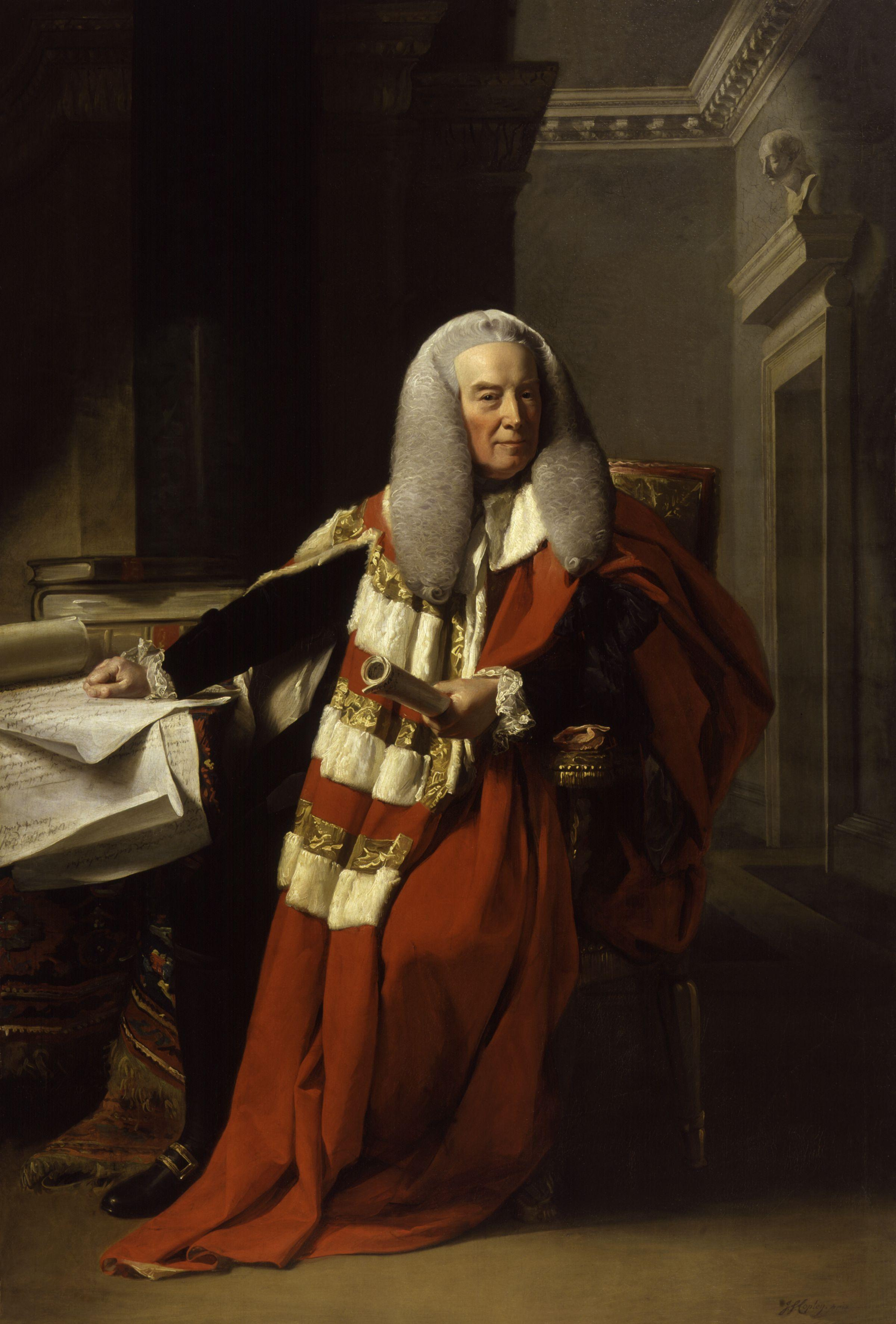
대법관 복장을 하고 있는 윌리엄 머레이 경

1769년 영국 제1대 맨스필드 백작이자 대법관 윌리엄 머레이는 "민사소송에서는 법원이 원고와 피고에게, 그들의 의사에 반하는 증거를 도출하도록 강제할 수 있으나, 형사소송에서는 피고인의 의사에 반하여 이뤄지는 어떤 증거의 도출도 강제할 수 없다."고 판시했다. 또한 "피고인에게서 갈취한 어떤 증거나 자백도, 공판에서 피고인에게 해를 끼칠 수 없다"고 판시했다.
1920년 Silverthorne사건에서 처음 인정되기 시작하여 1939년 Nardone사건에서 그 용어가 처음 사용되었다. 1963년 Wong Sun사건에서 위법한 압수·수색뿐만 아니라 위법한 체포로 얻은 자백과 증거물의 증거능력을 부정하였으며, 1964년 Escobedo사건에서 미국의 수정헌법 수정 제6조에 의한 변호권을 침해하여 얻은 진술을 기초로 하여 수집한 증거에 대해 독수의 과실에 해당한다고 판시하였다.

## 제한이론
1. 오염순화(희석)이론: 후에 피고인이 자의로 행한 행위가 존재한다면 위법증거와의 인과관계가 단절되므로 1차 증거의 위법성의 오염이 희석되어 파생증거에 영향을 미치지 않는다. 판례에 따르면 강도 현행범으로 체포된 피고인에게 진술거부권 고지 없이 강도 범행에 대한 자백을 받은 후 40여일이 지난 후에 피고인이 변호인의 충분한 조력을 받으면서 법정에서 임의로 자백한 경우, 법정에서의 자백은 위법수집증거라 할 수 없다[4]. 또 다른 판례에서 마약 투약 혐의를 받고 있던 피고인이 임의동행을 거부하겠다는 의사를 표시하였는데도 경찰관들이 피고인을 영장 없이 강제로 연행한 상태에서 마약 투약 여부의 확인을 위한 1차 채뇨절차가 이루어졌는데, 그 후 압수영장에 기하여 2차 채뇨절차가 이루어지고 그 결과를 분석한 소변 감정서 등이 증거로 제출된 사안에서, 1차 채뇨 요구에 의하여 수집된 증거는 증거능력이 없으나, 제반 사정을 고려할 때 2차적 증거인 소변 감정서 등은 증거능력이 인정된다고 판시한 바 있다[5].
2. 불가피한 발견의 이론: 1차 증거가 없더라도 합법적인 수단에 의해 파생증거가 불가피하게 발견되었을 것을 증명하였을 때에는 증거로 허용할 수 있다. 판례는 수사기관이 위와 같이 법관의 영장에 의하지 아니하고 매출전표의 거래명의자에 관한 정보를 획득한 경우 이에 터잡아 수집한 2차적 증거들, 예컨대 피의자의 자백이나 범죄 피해에 대한 제3자의 진술 등이 유죄 인정의 증거로 사용될 수 있는지 여부를 판단함에 있어, 수사기관이 의도적으로 영장주의의 정신을 회피하는 방법으로 증거를 확보한 것이 아니라고 볼 만한 사정, 위와 같은 정보에 기초하여 범인으로 특정되어 체포되었던 피의자가 석방된 후 상당한 시간이 경과하였음에도 다시 동일한 내용의 자백을 하였다거나 그 범행의 피해품을 수사기관에 임의로 제출하였다는 사정, 2차적 증거 수집이 체포 상태에서 이루어진 자백 등으로부터 독립된 제3자의 진술에 의하여 이루어진 사정 등은 통상 2차적 증거의 증거능력을 인정할 만한 정황에 속한다고 볼 수 있을 것이라고 판시하였다.[6]
3. 독립된 증거원의 이론: 1차 증거와 파생증거사이에 조건적 인과관계가 긍정된다고 하더라도, 파생증거를 획득한 것이 1차 증거의 수집원인이었던 위법수사를 이용한 것이 아닌 경우에는 파생증거의 증거능력을 인정할 수 있다.
4. 선의의 신뢰 이론: 수사기관이 영장의 유효함을 신뢰하여 강제수사를 행한 경우 사후 영장이 무효라는 사실이 밝혀진다고 하더라도 영장에 기한 수사 당시 수사기관이 선의였다면 증거능력을 인정할 수 있다.

## '원칙' 또는 '이론'의 문제
아직까지는 위법수집증거로 인한 단계성 있는 증거의 인과관계로서의, 일반적인 원칙으로서 적용되기에는 그 내용에 있어 구체화 돼 가는 과정(특히 미국의 판례 등에서) 및 그 인과관계 차단으로 여러 미국 판례상 예외가 개발(ex: 선의의 항변, 희석원리, 독립정보원)되는 중이므로, 독과수 '원칙'으로 부르느냐, 혹은 '이론'으로 부르느냐의 논쟁이 있을 수 있다.

## 판례
- 이는 적법한 절차에 따르지 아니하고 수집한 증거를 기초로 하여 획득한 2차적 증거의 경우에도 마찬가지여서, 절차에 따르지 아니한 증거 수집과 2차적 증거 수집 사이 인과관계의 희석 또는 단절 여부를 중심으로 2차적 증거 수집과 관련된 모든 사정을 전체적, 종합적으로 고려하여 예외적인 경우에는 유죄 인정의 증거로 사용할 수 있다.[7]
- 2차적 증거의 증거능력 여부를 판단할 때에는 절차에 따르지 아니한 1차적 증거 수집과 관련된 모든 사정들을 살피는 것은 물론 나아가 1차적 증거를 기초로 하여 다시 2차적 증거를 수집하는 과정에서 추가로 발생한 모든 사정들까지 구체적인 사안에 따라 주로 인과관계 희석 또는 단절 여부를 중심으로 전체적·종합적으로 고려하여야 한다.[8]

### 미국판례
불법적인 공권력의 행사가 있은 후 미란다 고지가 있은 다음 얻은 자백은 독수독과이론에 의해 증거능력이 없는 불법적인 증거이다.

## 참고 문헌
- 김재중, ‘독수의 과실이론’의 예외 인정 여부 대법원 2013.3.28. 선고 2012도13607판결 2013.09.02

## 같이 보기
- 임의동행
- 증거능력
- 위법수집증거배제법칙
- 노회찬
- 김기춘
- 초원복국 사건
- 삼성 X파일 사건